# Messier 36
Messier 36 (również M36 lub NGC 1960) – gromada otwarta w gwiazdozbiorze Woźnicy. Odkrył ją Giovanni Batista Hodierna przed rokiem 1654. Została włączona do katalogu przez Messiera 2 września 1764 roku.
Gromada M36 znajduje się w odległości ok. 4,1 tys. lat świetlnych (ok. 1260 parseków) od Ziemi. Średnica wynosi ok. 14 lat świetlnych (według innych badań 20). Jej wiek szacuje się na ok. 25 mln lat.
W jej skład wchodzi co najmniej 60 gwiazd. Jasność obserwowana najjaśniejszej z nich wynosi 9m (typ widmowy B2). Jako młoda gromada nie zawiera czerwonych olbrzymów, co odróżnia ją od sąsiednich M37 i M38.
Gromada M36 jest bardzo podobna do gromady otwartej Plejady (M45), jednak znajduje się ok. 10 razy dalej od Ziemi.